# Куликов, Николай Тимофеевич
Никола́й Тимофе́евич Кулико́в (1 мая 1910, Белосток, Российская империя — 9 июня 1986, Ленинград, СССР) — российский и советский художник-график, член Ленинградской организации Союза художников РСФСР.

## Биография
Николай Куликов родился в городе Белосток Российской империи в 1910 году.
В 1940 году окончил Ленинградский институт живописи, скульптуры и архитектуры имени И. Е. Репина. Обучался на графическом факультете у П. А. Шиллинговского.
Участник Великой Отечественной войны. Начал воевать добровольцем Народного ополчения, затем продолжил бить фашистов в противотанковых и артиллерийских войсках, работал в дивизионных и армейских газетах.
Множество графических работ Николай Тимофеевич посвятил Советскому военно-морскому флоту как в период Великой Отечественной войны так и в мирное время. Художник принимал участие в выпусках агитационных листовок и плакатов, создал большое количество военных и послевоенных зарисовок.
Член Союза художников СССР.
Николай Тимофеевич Куликов был участником первых выставок художников-фронтовиков в 1943-1944 годах.
Автор серии эстампов с видами города Ленинграда. Значительная коллекция его работ содержится в Музее истории Санкт-Петербурга.
В период с 1952 по 1962 год работал в Студии маринистов ВМФ СССР.
С 1963 по 1970 год являлся членом Студии военных художников имени М. Б. Грекова.
С 1963 по 1970 год трудился в Студии художников-маринистов при Центральном военно-морском музее.
С 1960 года жил и работал в Доме художников на Песочной набережной.
Скончался в 1986 году в Ленинграде, похоронен на Северном кладбище.